# Cachalot Rock
Cachalot Rock (in Argentinien Roca Cachalote, spanisch für Pottwalfelsen) ist ein Klippenfelsen im Archipel der Sydlichen Orkneyinseln. Er liegt südsüdwestlich von Signy Island im Weddell-Meer.
Der Name für den Felsen ist neben dem argentinischen nur noch im russischen Namensverzeichnis für die Antarktis enthalten.